# Costa do Ouro Brandemburguesa
A Costa do Ouro Brandemburgesa, mais tarde Costa do Ouro Prussiana, foi uma colônia de Brandemburgo-Prússia, mais tarde Reino da Prússia, na Costa do Ouro, em partes do atual território da Gana. A colônia de Brandemburgo existiu de 1682 a 1701, depois se tornou uma colônia prussiana de 1701 a 1721. Em 1721, o rei Frederico Guilherme I da Prússia vendeu-a por 7.200 ducados e 12 escravos para a Companhia Holandesa das Índias Ocidentais.

## Costa do Ouro Brandembuguesa
Em maio de 1682, a colonização alemã da África teve início quando a recém-fundada Companhia Brandembuguesa da África (BAC, em alemão Brandenburgisch-Afrikanische Compagnie), uma empresa que administrava a colônia e que havia recebido uma carta régia de Frederico Guilherme, Eleitor de Brandemburgo (o núcleo do posterior Reino da Prússia), estabeleceu uma pequena colônia na África Ocidental, composta por dois assentamentos na Costa do Ouro do Golfo da Guiné, ao redor do Cabo Três Pontas, no atual Gana: 
- Groß Friedrichsburg, também chamada Hollandia,[1] hoje Pokesu: (1682-1717), que se tornou a capital.
- Forte Dorothea, também chamada Accada,[1] hoje Akwida: (abril de 1684-1687, 1698-1711, abril de 1712-1717), que foi ocupada pelos holandeses de 1687-1698 e de 1711 a abril. 1712[2]

### Governadores durante a era de Brandemburgo
- Maio de 1682–1683 – Philip Peterson Blonk
- 1683–1684 – Nathaniel Dillinger
- 1684–1686 – Karl Konstantin von Schnitter
- 1686–1691 – Johann Niemann

## Costa do Ouro Prussiana
Em 15 de janeiro de 1701, a pequena colônia foi renomeada para Assentamentos Prussianos da Costa do Ouro, em conexão com a fundação do Reino da Prússia, que ocorreu formalmente três dias depois, quando Frederico III , Eleitor de Brandemburgo e Duque da Prússia , coroou-se Rei da Prússia (depois disso ele ficou conhecido como Frederico I da Prússia).
De 1711 a abril de 1712, os holandeses ocuparam o Forte Dorothea. Em 1717, a colônia prussiana da Costa do Ouro foi fisicamente abandonada pela Prússia; de então até 1724, John Konny (em holandês Jan Conny ) ocupou Groß Friedrichsburg, apesar da venda da colônia aos holandeses em 1721.

### Governadores durante a Era da Prússia
- 1701–1704 – Adriaan Grobbe
- 1704–1706 – Johann Münz
- 1706–1709 – Heinrich Lamy
- 1709–1710 – Frans de Lange
- 1710–1716 – Nicholas Dubois
- 1716–1717 – Anton Günther van der Menden

## Venda aos holandeses
Sob o rei Frederico Guilherme I, em 1721, após 39 anos de administração, o Reino da Prússia vendeu os direitos restantes da colônia aos holandeses, que a renomearam para Hollandia, como parte de sua colônia maior na Costa do Ouro Holandesa. O rei não tinha laços pessoais com a colônia e a via como um dreno nos recursos de seu reino. Nessa época, a Companhia Africana de Brandemburgo havia perdido todos os seus navios, exceto um, na colônia devido aos saques holandeses e franceses, e a competição principalmente com uma crescente presença holandesa na área reduziu as receitas prussianas. A produção de escravos da Prússia foi, em seu auge, menos de um quarto dos Países Baixos Unidos. Os recursos que iam para a colônia foram restritos à medida que a colônia se aproximava do fim.